# Urolophus javanicus
Urolophus javanicus (лат.) — вымерший вид рода уролофов семейства короткохвостых хвостоколов отряда хвостоколообразных. Известен всего по одной особи, найденной на острове Ява 150 лет назад. Грудные плавники этих скатов образовывали овальный диск, длина которого превышала ширину. Дорсальная поверхность диска была покрыта светлыми и тёмными пятнами, разбросанными по коричневому фону. Между ноздрями имелась прямоугольная складка кожи. Короткий хвост оканчивался листовидным хвостовым плавником. В средней части хвостового стебля позади спинного плавника располагался зазубренный шип. Длина единственного образца составляет 33 см. Вероятно, размножались яйцеживорождением. Не являлся объектом целевого лова.

## Таксономия
Впервые вид был научно описан немецким зоологом Карлом Эдуардом фон Мартенсом в 1864 году на основании особи, обнаруженной на рыбном рынке на острове Ява. Первоначально новый вид был отнесён к роду тригоноптеров.

## Ареал
Единственная известная до настоящего времени особь была найдена на рынке на острове Ява, вероятно, недалеко от Джакарты. Вероятно, скаты этого вида имели очень ограниченный ареал.

## Описание
Широкие грудные плавники этих скатов сливались с головой и образовывали овальный диск, ширина которого была меньше длины. Передний край диска был слегка выгнутый, заострённое мясистое рыло образовывало тупой угол и выступало за края диска. Позади крошечных глаз располагались брызгальца в виде запятых. Между серповидными ноздрями пролегал кожный лоскут с мелкобахромчатым задним краем. Крупный рот содержал мелкие зубы, располагавшиеся рядами в шахматном порядке. На дне ротовой полости имелись три пальцеобразных отростка. На вентральной стороне диска располагалось пять пар коротких жаберных щелей. Небольшие брюшные плавники имели почти квадратную форму, углы были закруглены.
Хвост был короче диска. Хвост сужался и переходил в листовидный хвостовой плавник, чьё дорсальное основание лежало позади вентрального основания. На дорсальной поверхности хвоста в центральной части позади спинного плавника располагался зазубренный шип. Кожа была лишена чешуи. В верхне-центральной части диска имелись шишки. Длина единственной известной особи составляла 33 см. Имел окраску коричневого цвета с неяркими тёмными и светлыми пятнами. Вентральная поверхность была бледная.

## Биология
Вероятно, яванские уролофы размножались яйцеживорождением, численность помёта была невелика, как у и прочих хвостоколообразных.

## Взаимодействие с человеком
Поскольку за 150 лет после первого и единственного описания эти явайские уролофы больше не попадались, в 2023 году Международный союз охраны природы признал вид вымершим в результате сильного рыболовного давления и деградации среды обитания.